# Gold (album Kiss)
Gold – album kompilacyjny amerykańskiej grupy rockowej Kiss. Został wydany w styczniu 2005 roku.

## Lista utworów

### CD 1
1. „Strutter”
  - z albumu Kiss
2. „Nothin' To Lose”
  - z albumu Kiss
3. „Firehouse”
  - z albumu Kiss
4. „Deuce”
  - z albumu Kiss
5. „Black Diamond”
  - z albumu Kiss
6. „Got To Choose”
  - z albumu Hotter Than Hell
7. „Parasite”
  - z albumu Hotter Than Hell
8. „Hotter Than Hell”
  - z albumu Hotter Than Hell
9. „C’mon And Love Me”
  - z albumu Dressed to Kill
10. „She”
  - z albumu Dressed to Kill
11. „Anything For My Baby”
  - z albumu Dressed to Kill
12. „Rock Bottom (Live)”
  - z albumu Alive!
13. „Cold Gin (Live)”
  - z albumu Alive!
14. „Rock And Roll All Nite (Live)”
  - z albumu Alive!
15. „Let Me Go, Rock 'N Roll (Live)”
  - z albumu Alive!
16. „Detroit Rock City”
  - z albumu Destroyer
17. „King Of The Night Time World”
  - z albumu Destroyer
18. „Shout It Out Loud”
  - z albumu Destroyer
19. „Beth”
  - z albumu Destroyer
20. „Do You Love Me?”
  - z albumu Destroyer

### CD 2
1. „I Want You”
  - z albumu Rock and Roll Over
2. „Calling Dr. Love”
  - z albumu Rock and Roll Over
3. „Hard Luck Woman”
  - z albumu Rock and Roll Over
4. „I Stole Your Love”
  - z albumu Love Gun
5. „Love Gun”
  - z albumu Love Gun
6. „Christine Sixteen”
  - z albumu Love Gun
7. „Shock Me”
  - z albumu Love Gun
8. „Makin' Love (Live)”
  - z albumu Alive II
9. „God of Thunder (Live)”
  - z albumu Alive II
10. „Tonight You Belong To Me”
  - z albumu Paul Stanley
11. „New York Groove”
  - z albumu Ace Frehley
12. „Radioactive (Single Edit)”
  - z albumu Gene Simmons
13. „Don't You Let Me Down”
  - z albumu Peter Criss
14. „I Was Made for Lovin’ You”
  - z albumu Dynasty
15. „Sure Know Something”
  - z albumu Dynasty
16. „Shandi”
  - z albumu Unmasked
17. „Talk To Me”
  - z albumu Unmasked
18. „A World Without Heroes”
  - z albumu Music from "The Elder"
19. „Nowhere To Run”
  - z albumu Killers
20. „I'm A Legend Tonight”
  - z albumu Killers

## Twórcy
- Paul Stanley – śpiew, gitara prowadząca i gitara rytmiczna, wokal wspierający
- Gene Simmons – gitara basowa, śpiew, wokal wspierający
- Ace Frehley – gitara prowadząca i gitara rytmiczna
- Eric Carr – perkusja, wokal wspierający, śpiew
- Peter Criss – perkusja, wokal wspierający, śpiew